# Caragana qingheensis
Caragana qingheensis är en ärtväxtart som beskrevs av Zhao Y.Chang, L.R.Xu och F.C.Shi. Caragana qingheensis ingår i släktet karaganer, och familjen ärtväxter. Inga underarter finns listade i Catalogue of Life.